# Печененко, Николай Фомич
 Николай Фомич Печененко (28 апреля 1930, Новомиргород, Зиновьевский округ — 25 октября 1987) — советский партизан Великой Отечественной войны, писатель. Будучи парализованным, писал свои произведения, зажимая специально сконструированную ручку в зубах.

## Биография
В дни начала войны 11-летний Николай находился в пионерском лагере. 14 мальчиков и 8 девочек, в числе которых был и он, решили добираться домой самостоятельно и по дороге попали под бомбежку. Николай Печененко очнулся только ночью и один пошёл дальше.
Его отец ушёл в народное ополчение, мать была ранена и отправлена в тыловой госпиталь. Мальчика приютила семья лесника.
Летом 1943 года Коля Печененко был принят в партизанский отряд им. Сталина (командир П. А. Дубовой) леса Холодный Яр. Сначала 13-летний партизан помогал на кухне, затем ему доверили быть связным. 5 ноября 1943 г. Коля Печененко и два других подростка, Толя Ткачук и Вася Хильченко, переоделись в нищих и отправились в город Смела на встречу со связной Людой Махиней. Люда сообщила, что подпольная группа Уманского была арестована. 7 ноября мальчишки узнали, что немцы арестовали Люду, и решили отомстить, взорвав склад с боеприпасами. При попытке подложить взрывчатку Толя Ткачук был убит, а Васю и Колю схватили. Вася объявил фашистам, что покажет партизанский лагерь, заманил их в засаду и сбежал. Колю избивали до потери сознания, пытали, выставляли раздетым на мороз, но мальчик не выдал друзей.
23 ноября вместе с тремя подпольщиками Печененко повели на эшафот. После того, как повесили трёх взрослых, выбили табурет из-под ног Коли. Он очнулся в каземате. Оказалось, что фашисты провели имитацию смертной казни, чтобы сломить волю подростка. Ещё дважды имитировали смертную казнь (25 и 27 ноября). В третий раз Коля потерял сознание, не дойдя до эшафота, ребенка парализовало.
Антифашисты Курт Рейнгольц и Отто Роговский выкрали обездвиженного мальчика и доставили в партизанский госпиталь. Только в январе 1944 г. Николай Печененко снова смог ходить.
После освобождения Черкасской области члены партизанского отряда были включены в состав действующей армии. Николай Печененко отказался уезжать в тыловой детский дом и стал сыном 32-го артиллерийского полка 13-й стрелковой дивизии 5-й гвардейской армии. Служил в артиллерийской разведке под командованием Героя Советского Союза Сергея Евдокимовича Кузьмина.
На подступах к Дрездену был контужен, о победе узнал в госпитале. После окончания боевых действий артиллерийская бригада стояла в Кралупах-над-Влтавой, в тридцати двух километрах от Праги. В артиллерийской бригаде кроме Николая было ещё 3 сына полка: Витя Евстифеев, Сережа Паршин, Володя Узбеков. Всю четверку на улице Праги запечатлел в 1945 году чешский фоторепортер Эмиль Пардубский.
Своих сыновей Николай Печененко назвал именами фронтовых товарищей.
После войны Николай Фомич Печененко окончил Харьковский автодорожный институт. Женился, вместе с женой вырастил пятерых детей. До 1971 года работал главным инженером Артёмовского авторемзавода (Полтавская область).
В 40-летнем возрасте его снова парализовало, вылечить болезнь не удалось. За мужем ухаживала жена Евгения Федотовна. Врачебно-медицинская комиссия установила Н. Ф. Печененко инвалидность 1-й группы. По ходатайству бывшего комбрига С. Е. Кузьмина ему назначили персональную республиканскую пенсию, выделили машину, которой научилась управлять жена. Заводские специалисты соорудили коляску, специальный прибор с кнопками для сигнализации, усовершенствовали телефонный аппарат.
Так как руки его не слушались, Николай Фомич научился писать, зажав ручку в зубах. Им были написаны повести «Судьба генерала» и «Опалённая судьба»:
- Опаленная судьба : Повесть / Николай Печененко. — Киев : Молодь, 1984. — 182 с. : ил.; 17 см.

Скончался Николай Фомич Печененко в 1987 году.

## Награды
- Орден Красной Звезды[9];
- Орден Отечественной войны II степени[10]
- Медаль «За отвагу»[9];
- Медаль «За боевые заслуги»[9];
- Медаль «За освобождение Праги»[9];
- Медаль «За победу над Германией в Великой Отечественной войне 1941—1945 гг.»[9].